# UMP (parti)
 For alternative betydninger, se UMP. (Se også artikler, som begynder med UMP)
Union pour un Mouvement Populaire (UMP), oprindelig kaldt Union pour la Majorité Présidentielle (Union for det præsidentielle flertal), var et fransk borgerligt politisk parti. Partiet blev grundlagt i 2002 ved sammenslutning af flere højre- og centrumpartier, deriblandt Jacques Chiracs nygaullistiske Rassemblement pour la République (RPR). Partiets formand var den tidligere franske præsident Nicolas Sarkozy. Partiet var medlem af det Europæiske Folkeparti og Europademokraterne (EPP-ED) i Europaparlamentet.
Som partiets oprindelige navn antydede, blev det oprindeligt oprettet for at støtte daværende præsident Jacques Chirac. Fra 2004 udviste partiet imidlertid en stigende grad af uafhængighed. Chiracs og skiftende premierministres voksende upopularitet førte til, at Nicolas Sarkozy opnåede kontrol over partiet. Uenigheden udsprang blandt andet af spørgsmålet om tyrkisk medlemskab af EU; noget Chirac har støttet, mens UMP er gået imod.
Den 30. maj 2015 skiftede partiet navn fra Union pour un Mouvement Populaire (UMP) til Les Républicains (Republikanerne ).

## Tidligere gaullistiske partidannelser
Rassemblement du peuple français (RPF) blev stiftet i 1947 og opfattede sig som en bevægelse snarere end som et ordinært parti. Opbakningen faldt stødt i løbet af 1950'erne, men efter Charles de Gaulles politiske ”comeback” i 1958 vendte tendensen. Under Den Femte Republik skiftede partiet navn til Union pour la Nouvelle République (UNR), og siden til Union des Démocrates pour la République (UDR). Partiet udviklede sig til et bredt folkeparti som ved valget i 1968 opnåede mere end 45% af stemmene. 
I 1976, seks år efter de Gaulles død, blev partiet reorganiseret som Rassemblement pour la République (RPR) under ledelse af Jacques Chirac. RPR var i høj grad Jacques Chiracs bevægelse og valgmaskine, men han havde ikke altid fuld kontrol over partiet. Ved præsidentvalget i 1995 opstilledes endog en modkandidat fra hans eget parti (Édouard Balladur). Enkelte gaullister, herunder Charles Pasqua, der var medgrundlægger af partiet, har siden forladt det, idet de har ment, at partiet ikke er tilstrækkelig kritisk overfor EU – noget, som efter deres opfattelse, strider mod gaullismens doktrin om national uafhængighed. Forud for sammenlægningen med UMP, blev RPR indblandet i en korruptionsskandale, der blandt andre involverede Alain Juppé.

## Præsidentvalg 2007
Ved 1. runde af præsidentvalget i 2007 fik UMPs Sarkozy flest stemmer og gik videre til 2. valgrunde, hvor han vandt over sin modkandidat, socialistpartiets Ségolène Royal.